# Hankvágása
Hankvágása (1899-ig Hankócz, szlovákul: Hankovce) község Szlovákiában, az Eperjesi kerület Bártfai járásában.

## Fekvése
Bártfától 18 km-re délkeletre, a Tapoly mellett fekszik.

## Története
A falu írott forrásokban a 14. században, 1377-ben tűnik fel először, amikor a Perényiek köcsényi uradalmához tartozott. Első soltészát Hanusnak hívták, a név a helyi lakosság ajkán Hankó alakra változott és ebből lett a falu neve. Az 1427. évi adóösszeírásban a község 30 portával szerepel Perényi Miklós birtokaként. A 16. századi forrásokban „Hannusuagasa”, illetve „Hankuagasa” alakban fordul elő, ekkortájt királyi birtokként Sáros várának tartozéka volt. A 17. században a Péchy család szerezte meg a birtokot. Egykori fatemploma 1698-ban épült. A falu pecsétje 1787-ből származik. Lakói hagyományosan mezőgazdasággal és erdei munkákkal foglalkoztak.
A 18. század végén Vályi András így ír róla: „HANKÓTZ. Hankovce. Tót falu Sáros Várm. földes Ura G. Aspermont Uraság, lakosai katolikusok, fekszik Zborovhoz két mértföldnyire, határjának fele termékeny, legelője jó, fája is elég van.”
A 19. században a Görgeyeké volt. Régi fatemplomát 1836-ban az új templom építésekor lebontották.
Fényes Elek 1851-ben kiadott geográfiai szótárában így ír a faluról: „Hankócz, tót falu, Sáros vmegyében, Kurimához délre egy órányira: 248 kath., 215 evang., 9 zsidó lak. Határjának fele termékeny; legelője, erdeje elég; kath. paroch. temploma van. Ut. p. Bártfa.”
A trianoni diktátum előtt Sáros vármegye Girálti járásához tartozott.

## Népessége
| Év:            | 1994. | 2004.   | 2014.   | 2024.   |
| -------------- | ----- | ------- | ------- | ------- |
| Emberek száma: | 411   | 402     | 400     | 437     |
| Eltérés:       |       | -2,18 % | -0,49 % | +9,25 % |

| Év:            | 2023. | 2024.   |
| -------------- | ----- | ------- |
| Emberek száma: | 439   | 437     |
| Eltérés:       |       | -0,45 % |

1910-ben 345, túlnyomórészt szlovák lakosa volt.
2001-ben 586 lakosából 582 szlovák volt.
2011-ben 403 lakosából 395 szlovák.

## Nevezetességei
- Szent Márton tiszteletére szentelt római katolikus temploma 1836-ban épült barokk-klasszicista stílusban, a 17. századi fatemplom helyén.
- Evangélikus temploma az 1930-as években épült.

## Külső hivatkozások
- Hivatalos oldal
- Községinfó
- Hankvágása Szlovákia térképén
- E-obce.sk